# طريقة محدودة العناصر

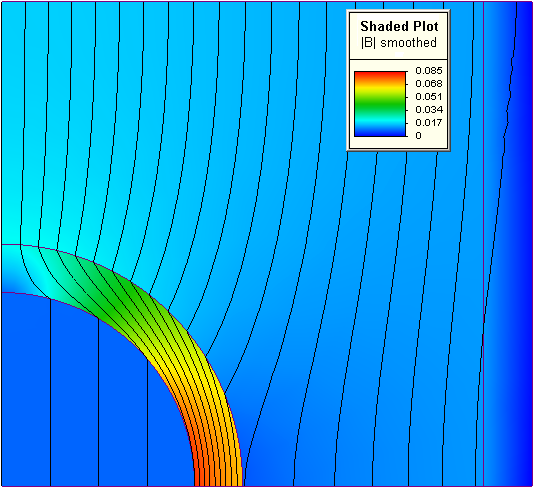
صورة ثنائية البعد لجل مسألة مغناطيسية ساكنة، حيث توضح الخطوط اتجاه التدفق المغناطيسي، واللون يعبر عن شدتها.

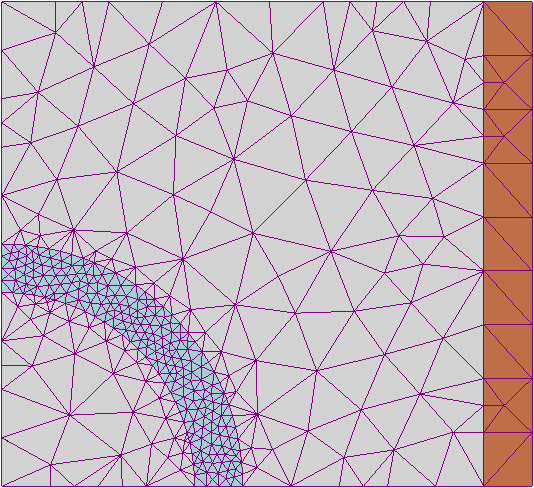
صورة لشبكة مثلثية للصورة الظاهرة أعلاه. لاحظ كثافة الشبكة المثلثية في المناطق المهمة للحصول على نتائج أدق.

الطريقة محدودة العناصر (بالإنجليزية: Finite element method)‏، ويطلق عليها أيضاً اسم تحليل العناصر المنتهية، هي طريقة تحليل عددي لإيجاد الحلول التقريبية للمعادلات التفاضلية الجزئية بالإضافة إلى الحلول التكاملية. يعتمد الحل إما على إلغاء المعادلات التفاضلية الجزئية نهائياً (في الحالات الساكنة) أو تقريب المعادلات التفاضلية الجزئية إلى معادلات تفاضلية نظامية والتي يكون من الممكن حلها باستخدام عدة طرق كطريقة أويلر أو رونغي-كوتا.
و تعد طريقة العناصر المنتهية إجراءا رياضيا عاما يستخدم في المهام الفيزيائية المختلفة في العمليات التطبيقية العددية. والتطبيق الأكثر انتشارا لطريقة العناصر المنتهية هو في مجال ميكانيكا المواد وفي فحص القوة وتشوه المواد الصلبة ذوات الأشكال الهندسية المعقدة. يعود ذلك إلى أن استعمال الطرق الكلاسيكية في هذه الحالات أثبت صعوبته أو عدم إمكانية أستخدامه. وقد أسست طريقة العناصر المنتهية على الحل العددي للأنظمة المعقدة المبنية من المعادلات التفاضلية.
في مجال حساب الجسم الصلب على سبيل المثال تقسم إلى عدد كبير محدود من الأجزاء الصغيرة بسيطة الشكل، مثلا مربعات كثيرة صغيرة أو رباعي سطوح. فهي «العناصر المحدودة». سلوكهم البدني يمكن حسابها بشكل جيد نظرا لهندستها البسيطة مع وظائف نهج مألوفة. ويستنسخ السلوك البدني للجسم بأكمله من خلال كيفية رد فعل هذه العناصر علي القوات والأحمال والقيود، وكيفة ردود فعل الأحمال وفي الانتقال من عنصر واحد إلى النشر التالي من خلال شروط محددة الاستمرارية التي تعتمد علي المشاكل والتي يجب ان تفي بوظائف النهج.
تحتوي دالات النهج على المعلمات التي عادة ما يكون لها معنى مادي، مثل نقل نقطة معينة في الجزء في نقطة معينة في الوقت. وبالتالي فان البحث عن وظيفة الحركة يرجع إلى البحث عن قيم معلمات الوظائف. باستخدام المزيد والمزيد من المعلمات (على سبيل المثال، المزيد والمزيد من العناصر الأصغر) أو وظائف النهج ذات القيمة العالية بشكل متزايد، يمكن تحسين دقة حل تقريب.
كان التطوير من ال [FEM] يمكن في المراحل الأساسية فقط بالتطوير من حاسوبات قوية، بما ان هو يتطلب قوة معالجة كبيرة. ولذلك فقد صيغت هذه الطريقة منذ البداية بطريقه مناسبة للحاسوب. وقد حققت تقدما كبيرا في معالجة المجالات الحسابية بأي شكل من الاشكال.

## تطبيقات

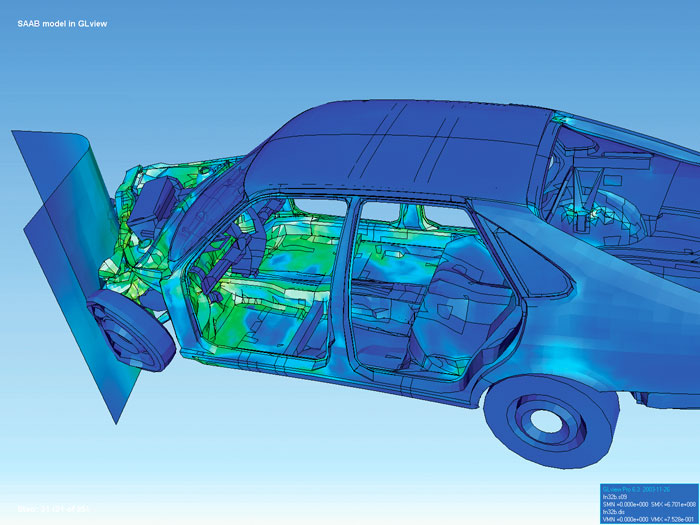
دراسة حالة سيارة أثناء تشوه هيكلها في دراسة للتصادم.

- هناك العديد من التطبيقات لطريقة العناصر المنتهية وأغلبها تتعلق بالهندسة الميكانيكية بشكل أو بآخر، حيث تستخدم هذه الطريقة ضمن عملية تصميم وتطوير المنتجات المختلفة. بعض برامج حساب العناصر المنتهية الحديثة تقوم بدراسة الحرارة، المغناطيسية الكهربائية، تدفق السوائل...الخ.
- في مجال الهندسة المدنية تستخدم طريقة العناصر المنتهية للتحليل الساكن والديناميكي للجسور والمنشآت الهيكلية ثلاثية الأبعاد والسدود والخزانات وغيرها وذلك بالاستعانة بتطبيقات متخصصة بالتحليل الإنشائي ومن هذه التطبيقات الشائعة تطبيقات الساب (بالإنجليزية: ِCSI SAP)‏ و الايتابس (بالإنجليزية: ِCSI ETABS)‏ و أوتوديسك روبوت (بالإنجليزية: ِAutodesk Robot)‏ و الستاد (بالإنجليزية: ِSTAAD.Pro)‏. و تساهم الدقة العالية في الحل في الحصول على متانة عالية للمنشأة بالإضافة إلى تخفيف وزنها وتقليص المواد اللازمة وبالتالي الكلفة اللازمة للإنشاء.
- في مجال هندسة الجيوتكنيك تستخدم طريقة العناصر المنتهية في تحليل الأنفاق والمنشآت تحت الأرضية (بالإنجليزية: underground structures)‏، وكذلك في تحليل تفاعل المنشأ مع التربة المحيطة به في أثناء فترة التحميل وتحليل أساسات الآلات الثقيلة والمعقدة وغيرها.
- في مجال ميكانيك السوائل والمنشآت المائية يمكن باستخدام طريقة العناصر المنتهية تحليل جريان السوائل والمنشآت المعرضة إلى ضغوط مائية كبيرة كالغواصات وغيرها.

## شرح طريقة العناصر المنتهية
سوف نستخدم مثالين بسيطين لشرح طريقة العناصر المنتهية، والتي من خلالها من الممكن استخلاص الطريقة العامة. في النقاش التالي، يجب على القارئ أن يكون متفهما لمبادئ علم الحسبان والجبر الخطي.
P1 هي مسألة أحادية البعد، معطاة على الشكل التالي:
{\displaystyle {\mbox{P1 }}:{\begin{cases}u''=f{\mbox{ in }}(0,1),\\u(0)=u(1)=0,\end{cases}}}
حيث {\displaystyle f} معلوم و{\displaystyle u} هو تابع مجهول للمتحول {\displaystyle x}، و{\displaystyle u''} هو المشتق الثاني للتابع {\displaystyle u} بالنسبة للمتحول {\displaystyle x}.
المسألة ثنائية البعد البسيطة هي مسألة ديركلت وتعطى على الشكل التالي:
{\displaystyle {\mbox{P2 }}:{\begin{cases}u_{xx}+u_{yy}=f&{\mbox{ in }}\Omega ,\\u=0&{\mbox{ on }}\partial \Omega ,\end{cases}}}
حيث {\displaystyle \Omega } هي منطقة مفتوحة متصلة في المستوي الثنائي البعد {\displaystyle (x,y)} الذي تكون حدوده {\displaystyle \partial \Omega } هي عبارة عن مضلع ذو شكل جميل. و{\displaystyle u_{xx}} و{\displaystyle u_{yy}} هي المشتقات الثانية للمتحولين {\displaystyle x} و{\displaystyle y} على الترتيب.
من الممكن حل المسألة أحادية البعد بحساب المشتق العكسي. لكن هذه الطريقة في حل مسألة القيمة الحدية (boundary value problem) تصلح لحل المسائل أحادية البعد ولا يمكن تعميمها إلى مسائل ذات أبعاد أعلى أو مثال لها الشكل {\displaystyle u+u''=f} ولهذا السبب كان من الضروري تطوير طريقة العناصر المنتهية، بدءاً من البعد الأحادي وتعميمها على الأبعاد الأعلى.
الشرح هنا سوف يتم على مرحلتين والتي تعكس المرحلتين الأساسيتين الواجب تطبيقهما لحل مسألة القيمة الحدية باستخدام طريقة العناصر المنتهية:
- الخطوة الأولى: تبسيط مسألة القيمة الحدية إلى شكل بسيط تنتفي معه الحاجة إلى استخدام الحاسب للحل، بل يكون من الممكن حلها يدوياً باستخدام الورقة والقلم.
- الخطوة الثانية: هي التقطيع، حيث يتم تجزئة الشكل إلى عناصر منتهية وحل كل عنصر على حدة.

بعد هذه الخطوة سيكون لدينا صيغة متكاملة لحل مسائل ذات درجات عالية لكن يجب أن تكون خطية والتي حلولها ستكون حلاً تقريبياً لمسألة القيمة الحدية. ومن ثم يتم برمجة هذه الطريقة على الحاسوب.

## الصيغة المتحولية
الخطوة الأولى هو تحويل P1 و P2 إلى مكافئاتها المتحولية. إذا كان {\displaystyle u} هو حل لـ P1، عندها من أجل أي دالة متصلة {\displaystyle v} يحقق شروط الانتقال الحدي، مثلاً:
{\displaystyle v=0} عند {\displaystyle x=0} و{\displaystyle x=1}، يكون لدينا
```
(1) 

  

    

      

        

          
∫

          

            
0

          

          

            
1

          

        

        
f

        
(

        
x

        
)

        
v

        
(

        
x

        
)

        

        
d

        
x

        
=

        

          
∫

          

            
0

          

          

            
1

          

        

        

          
u

          
″

        

        
(

        
x

        
)

        
v

        
(

        
x

        
)

        

        
d

        
x

        
.

      

    

    
{\displaystyle \int _{0}^{1}f(x)v(x)\,dx=\int _{0}^{1}u''(x)v(x)\,dx.}

  

```

وبشكل معاكس، من أجل قيمة معطاة لـ {\displaystyle u} فإن (1) تكون محققة من أجل أي دالة متصلة {\displaystyle v(x)} وعندها من الممكن أن يبرهن أن {\displaystyle u} ستكون حلاً لـ P1 (برهان هذا ليس بالأمر السهل وهو يعتمد على فضاء سوبوليف).
وباستخدام التكامل بالأجزاء على يمين المعادلة (1) سنحصل على مايلي:
```
(2)

  

    

      

        

          

            

              

                

                  
∫

                  

                    
0

                  

                  

                    
1

                  

                

                
f

                
(

                
x

                
)

                
v

                
(

                
x

                
)

                

                
d

                
x

              

              

                

                
=

                

                  
∫

                  

                    
0

                  

                  

                    
1

                  

                

                

                  
u

                  
″

                

                
(

                
x

                
)

                
v

                
(

                
x

                
)

                

                
d

                
x

              

            

            

              

              

                

                
=

                

                  
u

                  
′

                

                
(

                
x

                
)

                
v

                
(

                
x

                
)

                

                  

                    
|

                  

                  

                    
0

                  

                  

                    
1

                  

                

                
−

                

                  
∫

                  

                    
0

                  

                  

                    
1

                  

                

                

                  
u

                  
′

                

                
(

                
x

                
)

                

                  
v

                  
′

                

                
(

                
x

                
)

                

                
d

                
x

              

            

            

              

              

                

                
=

                
−

                

                  
∫

                  

                    
0

                  

                  

                    
1

                  

                

                

                  
u

                  
′

                

                
(

                
x

                
)

                

                  
v

                  
′

                

                
(

                
x

                
)

                

                
d

                
x

                
=

                
−

                
ϕ

                
(

                
u

                
,

                
v

                
)

                
.

              

            

          

        

      

    

    
{\displaystyle {\begin{aligned}\int _{0}^{1}f(x)v(x)\,dx&=\int _{0}^{1}u''(x)v(x)\,dx\\&=u'(x)v(x)|_{0}^{1}-\int _{0}^{1}u'(x)v'(x)\,dx\\&=-\int _{0}^{1}u'(x)v'(x)\,dx=-\phi (u,v).\end{aligned}}}

  

```

حيث تم افتراض أن {\displaystyle v(0)=v(1)=0}.

### برهان يظهر وجود حل وحيد
من الممكن اعتبار أن {\displaystyle H_{0}^{1}(0,1)} هو عبارة عن تابع مستمر مطلق للثنائية {\displaystyle (0,1)} بحيث أن {\displaystyle 0} عند {\displaystyle x=0} و{\displaystyle x=1} (انظر فضاء سوبوليف). مثل هذه التوابع تكون ضعيفة (قابلة للاشتقاق مرة واحدة) وتكشف عن الخريطة الخطية الثنائية المتناظرة {\displaystyle \!\,\phi } ومن ثم تعرف جداء داخلي الذي يحول {\displaystyle H_{0}^{1}(0,1)} إلى فضاء هلبرت.
ومن ناحية أخرى، فإن الطرف الأيسر {\displaystyle \int _{0}^{1}f(x)v(x)dx} هو أيضاً جداء داخلي، ولكن هذه المرة على الفضاء Lp {\displaystyle {\mathcal {}}L^{2}(0,1)}. وتطبيق لمبرهنة تمثيل رايسز على فضاءات هلبرت يظهر أنه يوجد حل وحيد {\displaystyle u} يحل (2) وبالتالي يحل المسألة P1.

### الصيغة المتحولية لـ P2
إذا تم التكامل بالأجزاء باستخدام مبرهنة غرين حيث نجد أنه إذا كان {\displaystyle u} هو حل لـ P2، فإنه من أجل أي {\displaystyle v} يكون
{\displaystyle \int _{\Omega }fv\,ds=-\int _{\Omega }\nabla u\cdot \nabla v\,ds=-\phi (u,v),}
حيث {\displaystyle \nabla } تحقق التدرج وترمز إلى الجداء الداخلي في المستوي ثنائي البعد.

## التقطيع

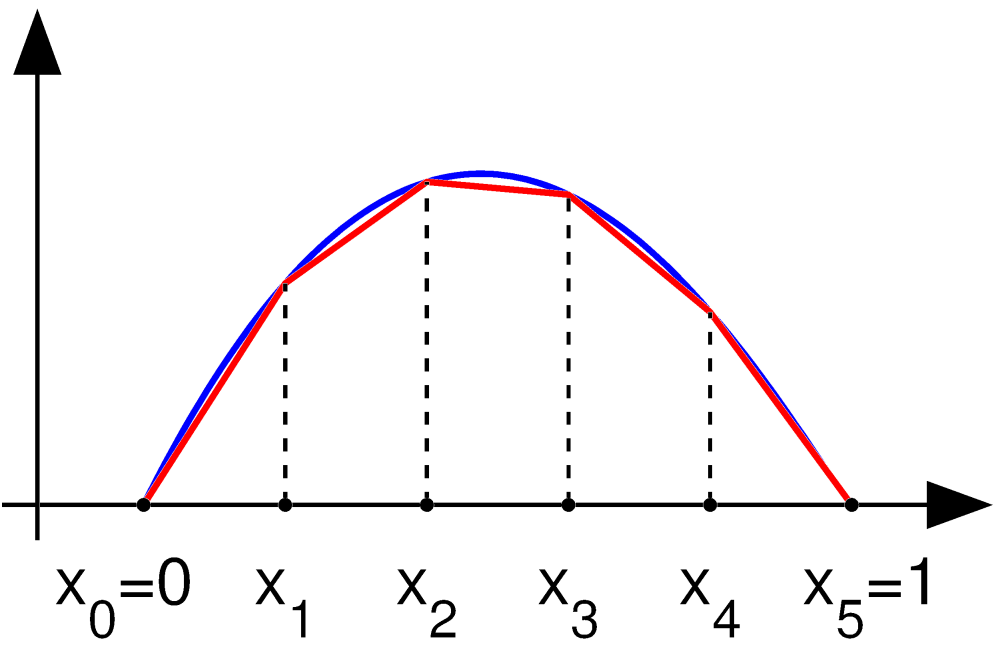
التابع H^{1}_{0} مع القيم الصفرية عند نقاط النهاية (زرقاء)، والتقريب الخطي الجزئي للمنحني (حمراء).

الفكرة الأساسية في طريقة العناصر المنتهية هو استبدال المسألة الخطية ذات الأبعاد اللانهائية:
أوجد قيمة {\displaystyle u\in H_{0}^{1}} بحيث أن
{\displaystyle \forall v\in H_{0}^{1},\;-\phi (u,v)=\int fv}
بصيغة بعدية منتهية:
(3) أوجد {\displaystyle u\in V} حيث
{\displaystyle \forall v\in V,\;-\phi (u,v)=\int fv}
حيث {\displaystyle V} هو فضاء جزئي خطي ذو عدد أبعاد منته من {\displaystyle H_{0}^{1}}. هناك العديد من الخيارات لـ {\displaystyle V}. لكن في طريقة العناصر المنتهية نعتبر {\displaystyle V} على أنها فضاء للأجزاء الخطية للتابع.
في المسألة P1، نأخذ المقطع {\displaystyle (0,1)} باختيار {\displaystyle n} {\displaystyle x} قيم من {\displaystyle 0=x_{0}<x_{1}<...<x_{n}<x_{n+1}=1} ونعرف {\displaystyle V} على الشكل:
{\displaystyle {\begin{matrix}V=\{v:[0,1]\rightarrow \mathbb {R} \;:v{\mbox{ is continuous, }}v|_{[x_{k},x_{k+1}]}{\mbox{ is linear for }}\\k=0,...,n{\mbox{, and }}v(0)=v(1)=0\}\end{matrix}}}
حيث نعرف {\displaystyle x_{0}=0} و
{\displaystyle x_{n+1}=1}. لاحظ أن التوابع في {\displaystyle V} هي توابع غير قابلة للاشتقاق بالاعتماد على التعريف المبدئي للحسبان. إذا كان {\displaystyle v\in V} فإن المشتق يكون عادة غير معرف عند أي {\displaystyle x=x_{k}}, {\displaystyle k=1,...,n}. لكن يوجد مشتق عند كل قيمة للمتحول {\displaystyle x} ومن الممكن استخدام هذا المشتق لغرض التكامل بالأجزاء.

تابع خطي مقطع في المستوي ثنائي الأبعاد.

من أجل المسألة P2 نحتاج أن تكون {\displaystyle V} عبارة عن مجموعة من التوابع من {\displaystyle \Omega }. في الشكل الموضح على اليسار، يظهر تثليث مضلعي لمنطقة مضلعية من 15 ضلع {\displaystyle \Omega } في المستوي (في الأسفل)، والتابع الخطى المجزأ (ملوناً، في الأعلى) لهذا المضلع الذي يكون خطياً على كل مثلث من التثليث. حيث أن الفضاء {\displaystyle V} سيحتوي على توابع تكون خطية على كل مثلث من التثليث المختار.
تظهر {\displaystyle V} مكتوبة على الشكل {\displaystyle V_{h}} في بعض المراجع، وذلك بسبب أنه يوجد هدف في الحصول على حلول أدق وأدق للمسألة المتقطعة (3) الذي سيكون إلى حد ما سيؤدي إلى حد المسألة الأصلية في إيجاد القيم الحدية للمسألة P2. يتم عنونة التثليث باستخدام معامل ذو قيمة حقيقية {\displaystyle h>0} والذي يكون ذو قيمة صغيرة. سوف يتم ربط هذا المعامل بحجم أكبر مثلث وسطي الحجم في التثليث. وعندما نزيد تجزئة التثليث فإن فضاء التقطيع الخطي {\displaystyle V} يجب أن يتغير مع {\displaystyle h} كما يوضح الترميز {\displaystyle V_{h}}.